# 언더스티어와 오버스티어
언더스티어(understeer)와 오버스티어(oversteer)는 스티어링에 대한 차량의 민감도를 설명하기 위해 사용되는 차량역학 용어이다. 오버스티어는 운전자에 의해 지휘되는 양보다 더 많은 부분까지 차가 회전할 때 발생하는 것이다. 이와 반대로, 언더스티어는 운전자에 의해 지휘되는 양보다 차가 덜 회전하는 것을 말한다.
미국에서, 특히 NASCAR에서 언더스티어는 타이트(tight)라는 용어를 쓰며 오버스티어는 루즈(loose)라는 용어를 쓴다.

## 개요
운전자의 급격한 제동 또는 조향과 같은 한계 주행 상황에서 타이어에 과도한 힘이 발생하였을 때 타이어는 마찰력의 선형 영역(Linear Area)에서 벗어나 비선형 영역(Non-Linear Area)으로 진입할 수 있다. 그리고, 차량의 타이어 마찰력이 선형 영역에서 비선형 영역으로 넘어가는 경우 타이어의 마찰력은 더 이상 차량에 작용하는 힘을 버티지 못하고 미끄러지게 된다. 특히, 고속 선회(旋回) 시 차량의 앞바퀴가 먼저 비선형 영역으로 진입하여 미끄러짐이 발생하는 경우, 즉 선회를 시도함에도 불구하고 앞바퀴가 직진하는 경우(Front wheels of the car plow straight despite you steer them to turn) 차량은 운전자가 주행하고자 하는 선회각보다 더 적은 각도를 선회하게 된다. 이러한 현상을 언더스티어(understeer)라고 하며, 운전자가 의도한 회전 곡률보다 더 큰 곡률로 선회를 하게 된다. 반대로 선회 상황에서 뒷바퀴가 먼저 비선형 영역으로 진입하여 미끄러짐이 발생할 경우, 차량은 운전자가 원하고자 했던 선회 각보다 더 많은 회전을 하게 되고, 이를 오버스티어(oversteer)라고 한다. 이때 차량은 운전자가 의도한 곡률보다 더 작은 곡률로 선회를 하게 된다. 일반적으로 전륜 구동 차량은 언더스티어, 후륜 구동 차량은 오버스티어 현상을 나타낸다.
오버스티어 현상이 발생할 경우, 운전자는 의도적으로 조향각을 진행 방향과 반대로 조작(카운터 스티어, Counter-steer)하는 주행 기술을 사용하여 차량에 작용하는 회전 각속도를 감소시킬 수 있어야 정상 선회 상태로 돌아올 수 있다. 이러한 조작은 차량 역학에 대한 높은 수준의 이해가 필요하고 정확한 타이밍과 기술이 필요하기 때문에 전문적인 훈련을 필요로 한다. 드리프트 주행이란 차량이 오버스티어 상태로 진입했을 때, 회전 각속도를 계속 유지하며 오버스티어 상태로 계속 주행을 하는 것이다. 온로드(Onroad) 레이싱에서는 주행 중 발생할 수 있는 오버스티어 현상에 의해 차량이 회전을 하려 할 때 이를 막고자 사용되는 기술이다. 그리고, WRC와 같은 오프로드 경기에서는 미끄러운 노면 상황에서 차량의 횡방향 미끄러짐을 제어하거나 급선회 구간을 빠른 속도로 통과를 위해 고의로 차량의 횡방향 미끄러짐을 유발시켜 주행한다.